# Шіґе Юміко
Шіґе Юміко (4 серпня 1965 — 9 грудня 2018) — японська яхтсменка.
Срібна призерка Олімпійських Ігор 1996 року в класі 470, учасниця 1992 року.